# 江口镇 (赣州市)
江口镇，是中华人民共和国江西省赣州市赣县区下辖的一个乡镇级行政单位。

## 行政区划
江口镇下辖以下地区：
江口街社区、江口村、六十里店村、优新村、优良村、山田村、河埠村、河坑村、安平村、旱塘村、东风村、小均村、蕉林村、苎洲村、安坑村、龙舌村、墩上村和三团村。

## 交通
- 京九铁路：赣县站